# Karatsu
Karatsu (japanisch 唐津市, -shi) ist eine Stadt der Präfektur Saga auf der Insel Kyūshū in Japan.
Ihr Name, der aus den Kanji kara (China) und tsu (Hafen) besteht, belegt deren historische Bedeutung als eine Hafenstadt für den Schiffsverkehr nach China.

## Geschichte
Die Stadt wurde am 1. Januar 1932 gegründet.
Am 1. Januar 2005 wurden 6 Städte und ein Dorf, die früher zum Landkreis Higashimatsuura gehörten, eingemeindet. Damit wurde Karatsu zur größten Stadt der Präfektur Saga. Am 1. Januar 2006 wurde das Dorf Nanayama ebenfalls eingemeindet.

## Kultur und Tourismus
Die Burg Karatsu überragt diese ehemalige Burgstadt.
Karatsu ist berühmt für sein Karatsu-Kunchi-Matsuri, das jährlich vom 2. bis 4. November stattfindet und etwa eine halbe Million Besucher anzieht. Bei dem Fest werden Hikiyama (曳き山 = Festwagen) durch die schmalen Straßen der Stadt gezogen, wobei die Besucher „Enya! Enya!“ rufen. Bekannt ist auch die dunkel glasierte Karatsu-Keramik (唐津焼, Karatsu-yaki), die chinesische und koreanische Einflüsse spüren lässt.
Die „Karatsu-Keramik“ kommt aus der Umgebung der Stadt.
Die vorgelagerte Insel Takashima ist landesweit für den angeblich beim Lottospiel Glücks bringenden Hōtō-Schrein bekannt.

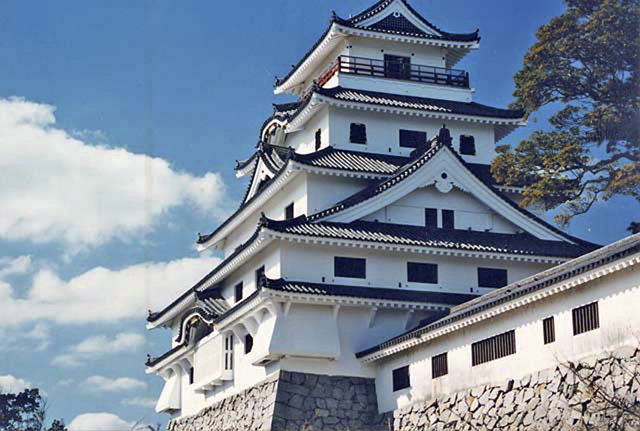
Burg Karatsu
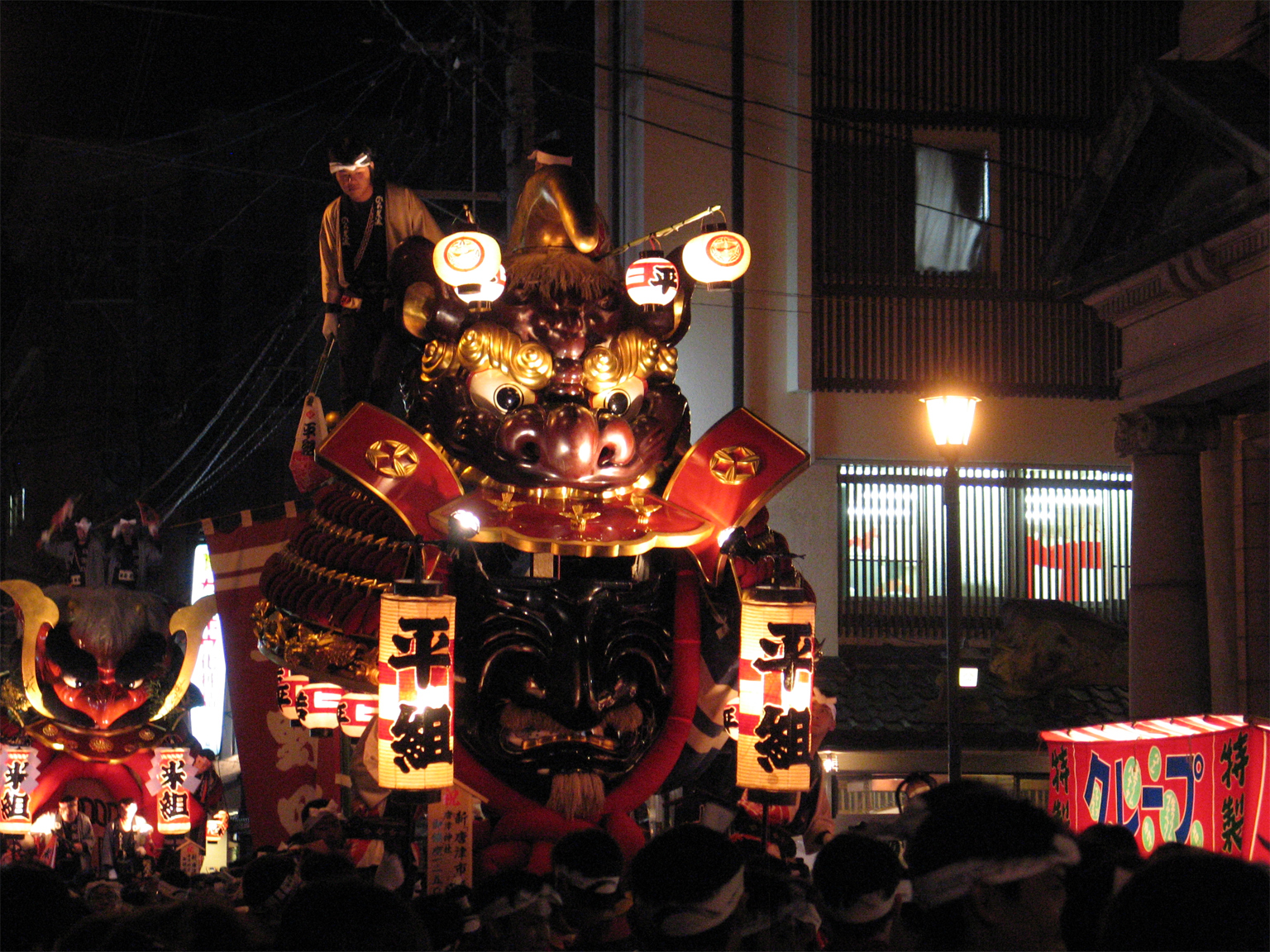
Karatsu Kunchi am Eröffnungsabend
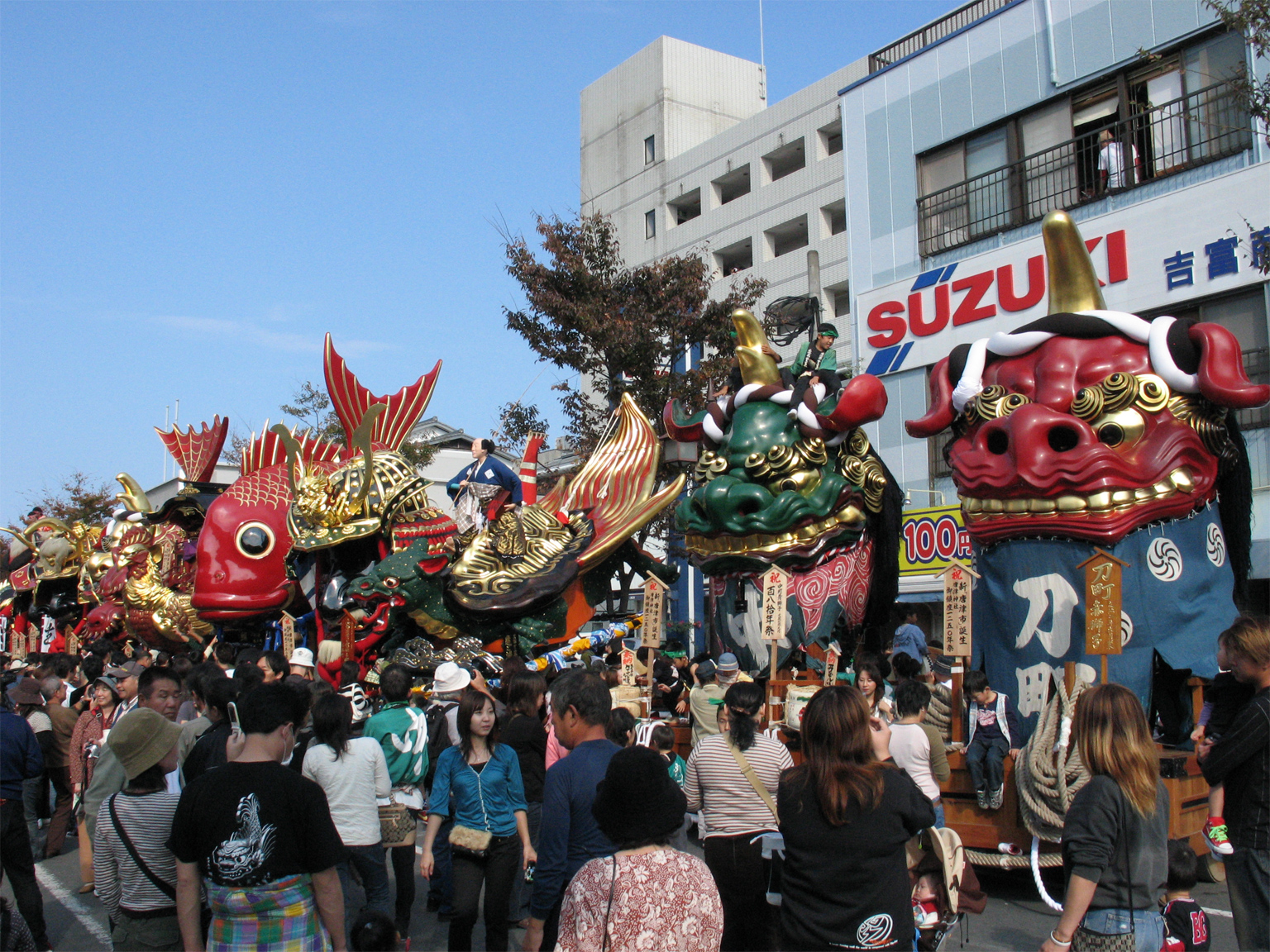
Hikiyama

## Söhne und Töchter der Stadt
- Okumura Ioko (1845–1907), Kämpferin für die Frauen
- Tatsuno Kingo (1854–1919), einer der ersten modernen Architekten Japans
- Mabumi Yamaguchi (* 1946), Jazzmusiker
- Takeshi Kamura (* 1990), Badmintonspieler

## Städtepartnerschaften
- Yeosu, seit 1982
- Seogwipo, seit 1994

## Verkehr
- Straße:
  - Nishikyūshū-Autobahn
  - Nationalstraße 202, 203, 204, 323
- Zug
  - JR Chikuhi-Linie
  - JR Karatsu-Linie

## Angrenzende Städte und Gemeinden

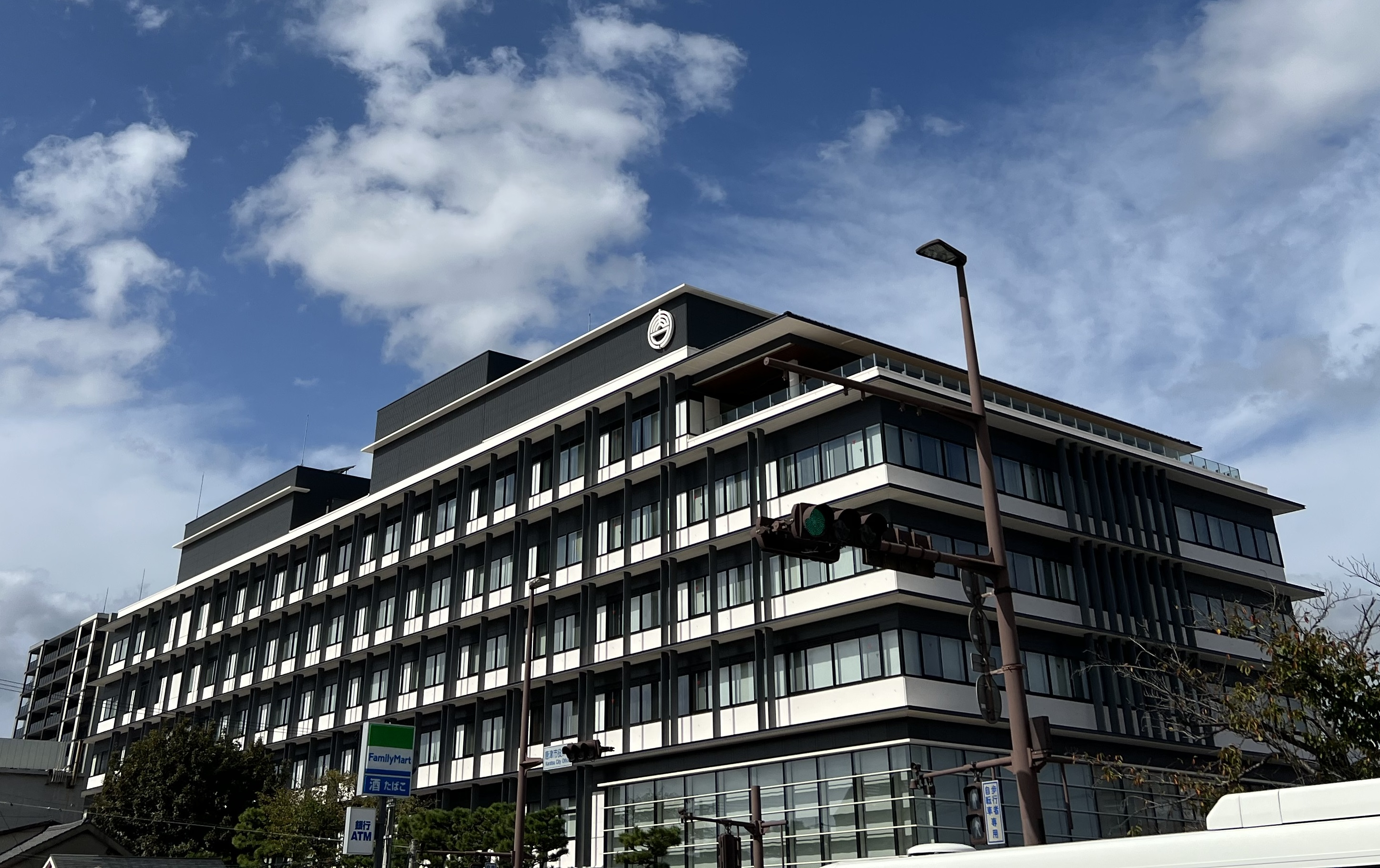
Neubau des Rathauses von Karatsu (Fertigstellung 2022)

- Präfektur Saga
  - Saga (Saga)
  - Imari
  - Takeo
  - Taku
  - Genkai
- Präfektur Fukuoka
  - Maebaru
  - Nijō